# محمد بن ربيعة العوسجي
محمد بن ربيعة العوسجي هو مؤرخ وقاضي ولد عام 1065هـ / 1654م في بلدة ثادق عاصمة بلدان المحمل (آنذاك) وسط المملكة العربية السعودية وكان معاصرًا للدولة السعودية الأولى والثانية.

## نسبه
محمد بن ربيعة بن ربيعة بن محمد العوسجي الدوسري البدارني النجدي، وآل عوسجة هم أول من عمَّر بلدة ثادق ومنهم محمد بن ربيعة وكانت عمارتها سنة 1079هـ.

## سيرته
تعلم محمد بن ربيعة العوسجي على يد أحمد بن محمد القصير وقاضي الرياض عبد الله بن ذهلان. وكان من زملاءه المؤرخ أحمد بن محمد المنقور. وبعد وفاة معلمه ابن ذهلان قام محمد العوسجي بشراء جميع كتبه وفيها كتب قيمة نفيسة. تعلم محمد العوسجي على يد منيع بن محمد العوسجي وقد عاصر محمد بن عبد الوهاب وتناقشا في مسألة ذكرها المنقور في تاريخه. وقد رحل إلى الأحساء وتعلم على يد عبد الرحمن العفالق وأصبح ملمًا بالتوحيد والفقه والعلوم العربية.
قال ابن بشر في حوادث سنة 1244هـ: وفد رجال من أهل عمان على الأمير تركي وطلبوا قاضيًا ومعلمًا وأن يعينهم بسرية على عدوهم، فبعث معهم محمد بن عبد العزيز العوسجي قاضيًا.
حج محمد بن ربيعة العوسجي سنة 1090 هـ خلال عصر شريف مكة أحمد الحارث. امتدحه عدة مؤرخين منهم ابن حميد قائلًا: وكتب بخطه الحسن جملة كثيرة من الكتب، ومهر في الفقه، وولي قضاء بلدة ثادق حتى توفي. قال ابن بشر في تاريخه: «الشيخ العالم كان فقيهًا، وحصل كتبًا كثيرة بخطه».

## مؤلفاته
- تاريخ ابن ربيعة: تضمن أحداث بدأت منذ عام 948 هـ في نجد ثم فجوة تاريخية حتى سنة 1011 هـ، دون التاريخ بعدها حتى سنة 1148 هـ.
- وقف قريوان في حريملاء. (وثيقة)
- نسخة من شرح منتهى الإرادات لمنصور البهوتي بخط محمد العوسجي.
- النقل المختار من كلام الأخيار.

## وفاته
توفي محمد بن ربيعة العوسجي عام 1158هـ في شهر صفر وفقًا لعبد الله البسام في كتابه علماء نجد خلال ثمانية قرون، بينما يذكر ابن بشر أنه توفي سنة 1156 هـ.